# Efrem di Gerusalemme
Efrem (... – II secolo) è stato il tredicesimo vescovo di Gerusalemme all'epoca dell'imperatore Adriano, secondo la cronotassi di Eusebio di Cesarea.
È venerato come santo e commemorato il 12 maggio secondo il martirologio palestino-georgiano. Come altri vescovi di Gerusalemme dell'epoca, si presuppone che sia stato vittima di martirio durante le tensioni tra comunità ebraica e autorità romane.